# Protographium celadon
Espèce
Synonymes
- Neographium celadon

Le Protographium celadon est un insecte lépidoptère de la famille des Papilionidae.

## Répartition
- Cuba.

## Philatélie
Ce papillon, sous la dénomination : Neographium celadon, figure sur une émission de Cuba de 1972 (valeur faciale : 30 c.).